# Vladimir Antonov-Ovseïenko
Pour l’article homonyme, voir Antonov.
Vladimir Alexandrovitch Antonov-Ovseïenko (en russe : Владимир Александрович Антонов(-Овсеенко) ; en ukrainien : Володимир Антонов-Овсєєнко), né le 9 mars 1883 (21 mars dans le calendrier grégorien) à Tchernihiv et mort exécuté pendant les purges staliniennes à Moscou le 10 février 1938 (ou le 8 février 1938 selon certaines sources), est un dirigeant bolchevique et  diplomate soviétique d'origine ukrainienne. Il est le père d'Anton Antonov-Ovseïenko.

## Biographie

### Jeunesse
Fils d'officier, Antonov-Ovseïenko entre à l'école des cadets de Voronej. Il quitte l'armée, adhère dès 1901 au mouvement révolutionnaire et rejoint en 1903 le parti menchevique.
Durant la révolution russe de 1905, il essaie de soulever deux régiments d'infanterie en Pologne, mais échoue. Expert militaire, il est chargé de préparer l'insurrection de Sébastopol en Crimée, mais échoue également. Arrêté à plusieurs reprises, condamné à mort, il parvient toujours à s'échapper. Mais la traque policière se faisant de plus en plus prégnante, il s'exile en 1910 à Paris.
C'est en 1913 qu'il se rapproche de Léon Trotsky. Pendant la Première Guerre mondiale, il fonde avec Dmitri Manouilsky le journal internationaliste Golos, publié à Paris, et dirige celui qui le remplace, Nache Slovo. Il retourne en Russie en mai 1917 et rejoint le Parti bolchevik le mois suivant. Celui-ci fait appel à lui pour préparer l'insurrection militaire de Petrograd.

### Actions durant la Révolution d'Octobre
Au sein du Comité militaire révolutionnaire, il dirige avec Podvoïski les principales opérations militaires, et en particulier la prise du palais d'Hiver et l'arrestation du gouvernement provisoire (révolution d'Octobre).
Dans Technique du coup d'État, Malaparte souligne son rôle primordial dans la direction tactique de l'insurrection.

### Le militaire bolchévique
Vladimir Antonov est désigné commissaire du peuple aux affaires militaires et au comité militaire du Conseil des commissaires du peuple et acquiert rapidement des responsabilités importantes au sein de l'Armée rouge. En décembre 1917, il reçoit le commandement de l'Armée rouge sur le front ukrainien. L'armée s'empare de Kharkiv, où le pouvoir soviétique en Ukraine est proclamé. En 1918 et 1919, Antonov-Ovseïenko supervise la lutte contre les armées blanches et nationalistes en Ukraine, permettant la création de la République socialiste soviétique d'Ukraine. À la fin de la guerre civile russe, Antonov-Ovseïenko est chargé de la région de Tambov, réprimant la révolte de Tambov de 1920-1921 aux côtés de Mikhaïl Toukhatchevski.
Demeuré proche de Trotsky malgré certaines divergences, il est placé par ce dernier en 1922 à la tête de la direction politique de l'armée. Étant l'un des dirigeants les plus en vue de l'Opposition de gauche, lors de la chute de cette dernière il est relevé de ses fonctions par Joseph Staline, qui le fait affecter au service diplomatique. Il y demeure après son ralliement au secrétaire général du comité central du Parti communiste en 1928.

### Carrière de diplomate
Il est ambassadeur de l'Union soviétique successivement en Tchécoslovaquie (1924), en Lituanie (1928) et en Pologne (1930).
En 1934, il devient procureur général de la République socialiste fédérative soviétique de Russie.
Consul général à Barcelone à partir de 1936 et ambassadeur de fait dans une Catalogne presque indépendante, il y dirige l'approvisionnement de l'aide soviétique à la Seconde République espagnole. Avec des agents du NKVD, il organise la répression des militants du POUM.

### Arrestation et exécution
Il est renvoyé à Moscou en août 1937 par Ernő Gerő, un agent actif du KGB et du Komintern dirigeant en coulisse du Parti socialiste unifié de Catalogne (PSUC), qui le suspecte de complaisance envers les opposants de gauche. Arrêté le 12 octobre 1937 durant les Grandes Purges, il est condamné à mort pour « activité terroriste » par le Collège militaire de la Cour suprême de l'URSS le 8 février 1938 et fusillé le 10 février à Kommounarka, près de Moscou. Il lui fut reproché de complicité avec le leader anarchiste catalan Juan García Oliver et le mouvement anarchiste catalan en général.

### Cause réelle de sa chute
Antonov-Ovseïenko commit l'erreur de soutenir la Généralité de Catalogne dans son projet d'indépendance du Maroc espagnol pour y provoquer une insurrection anti-franquiste : cette position provoqua à la fois l'opposition de Juan Negrin, le Président du Conseil du gouvernement républicain et la fureur de Staline qui ne voulait pas provoquer la France et son protectorat marocain.
D'une manière plus générale, Staline savait que ni la France, ni la Grande-Bretagne et encore moins l'Allemagne, n'auraient toléré un régime communiste en Espagne et risquaient alors de s'allier contre l'Union Soviétique. C'est pourquoi Staline retira son aide militaire brusquement, en invoquant l'épuisement du crédit obtenu par la livraison de l'or de la banque centrale d'Espagne et commença à engager des contacts secrets avec Hitler, en lui livrant des militants communistes du KPD, réfugiés à Moscou. L'ambassadeur soviétique à Madrid, Marcel Rosenberg et beaucoup de conseillers militaires soviétiques en Espagne seront rappelés, arrêtés et exécutés pour dissimuler ce changement radical de politique.
Antonov-Ovseïenko a été réhabilité par le même Collège militaire en février 1956.
Son parcours n'est pas sans rappeler celui de son collègue Nikolai Krylenko, « vieux bolchevik » comme lui, qui après avoir exercé d'éminentes responsabilités, fut exécuté.

## Sources
- (en) Cet article est partiellement ou en totalité issu de l’article de Wikipédia en anglais intitulé « Vladimir Antonov-Ovseyenko » (voir la liste des auteurs).
- Claudie Weill, « Antonov-Ovseïenko (V. A.) », Encyclopædia Universalis.